# جورج بينينغتون
جورج بينينغتون (1899 - ) (بالإنجليزية: George Pennington)‏ هو لاعب كريكت بريطاني.